# Oak Grove (Teksas)
Oak Grove – miasto w Stanach Zjednoczonych, w stanie Teksas, w hrabstwie Kaufman.